# 오반 (삼국지)
오반(吳班, ? ~ ?)은 중국 후한 말기 ~ 촉한의 군인으로, 자는 원웅(元雄)이며 진류군 사람이다. 오광의 아들이자 오의의 족제로, 관위는 항상 오의에 버금갔으며 표기장군을 역임했다.

## 행적
유비 시대에는 영군을 지냈다. 이릉 전투에 종군하여 풍습과 함께 이이 등을 격파하고, 장무 2년(222년)에는 진식과 함께 수군을 이끌었다. 유비의 명령을 받고 수천 명을 이끌고 평지에서 오나라 군사를 도발했으나, 육손이 유비의 계책을 간파하고 움직이지 않아 무위로 돌아갔다.
유선의 대에 점차 승진하여 표기장군·가절이 되었고, 면죽후에 봉해졌다. 《한진춘추》에 따르면 제갈량의 제4차 북벌에 참전해, 위연·고상과 함께 사마의(司馬懿)를 대파했다.
건흥 9년(231년), 이엄의 탄핵을 요청하는 제갈량의 표문에 연명했으며, 당시 관직은 독후부 · 후장군이었고, 작위는 안락정후였다.

## 삼국지연의의 묘사
장비의 부장이었다가 장비가 부하 범강과 장달에게 살해당하자 유비의 오나라 정벌군의 선봉이 되어 장남·풍습과 함께 이릉에서 손환을 포위하지만 이릉 대전에서 육손의 화공으로 대패해 후퇴한다.
이후 후장군이 되어 제갈량의 6차 북벌에 참여해 오의와 함께 위수를 공격하려다가 이를 간파한 사마의의 계략에 빠져 장호와 악침에게 전사했다.

## 같이 보기
- 삼국지 인물 목록